# Xochititán
Xochititán är en ort i Mexiko.   Den ligger i kommunen Tetela de Ocampo och delstaten Puebla, i den sydöstra delen av landet, 150 km öster om huvudstaden Mexico City. Xochititán ligger 2 037 meter över havet och antalet invånare är 207.
Terrängen runt Xochititán är varierad. Runt Xochititán är det ganska tätbefolkat, med 70 invånare per kvadratkilometer. Närmaste större samhälle är Zacapoaxtla, 17,7 km öster om Xochititán. I omgivningarna runt Xochititán växer i huvudsak blandskog.